# Muro Takuya
Takuya Muro (sinh ngày 2 tháng 11 năm 1982) là một cầu thủ bóng đá người Nhật Bản.

## Sự nghiệp câu lạc bộ
Takuya Muro đã từng chơi cho Okinawa Karuyushi FC, Bay Olympic, Tokyo Verdy, Sagan Tosu và Oita Trinita.